# Chaoshan

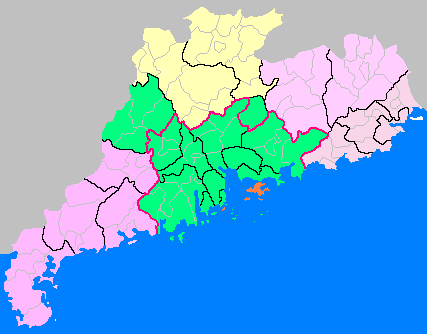
Regione di Chaoshan in rosa chiaro

Cháoshàn (潮汕) è una regione linguistica e culturale nell'est del Guangdong, provincia sud-orientale della Cina. È la zona d'origine del dialetto min nan teochew, dal nome della città omonima. Il nome Teochew (scritto più comunemente Chaozhou o anche Chiuchow ad Hong Kong) è spesso utilizzato impropriamente per indicare l'intero Cháoshàn, sebbene questo comprenda anche le città di Shantou (talvolta scritto Swatow) e di Jieyang. Differisce dal resto della provincia del Guangdong, dove si parla prevalentemente il cantonese e l'hakka.

## Origine
Il nome "Chaoshan" (潮汕) è formato dalle contrazioni di due delle sue aree amministrative, le città-prefetture di Chaozhou (潮州) e di Guangdong.

## Geografia
Il Chaoshan comprende le città-prefettura di Chaozhou, Shantou e Jieyang. Alla fine del 2007, contava su una popolazione permanente di 13.247.400 abitanti, distribuiti su un'area di 10.028 km² che si estende nell'estremità orientale del Fujian.

## Cultura
Quella di Chaoshan è un'area peculiare con la propria cultura, che è diversa da quella del resto del Guangdong e della Cina, ma che ha delle analogie con quella delle aree min nan a nord-est di Chaoshan, nella vicina provincia del Fujian.

### Lingua
Una delle caratteristiche della regione è la sua lingua, chiamata chaozhou o anche teochew. È uno dei dialetti cinesi più difficili da padroneggiare, in quanto ha 8 toni invece dei 4 del mandarino. La musica, l'opera e il cibo sono ulteriori caratteristiche che distinguono il popolo di Chaoshan dal resto del Guangdong.
Il dialetto di Chaozhou (潮州話) è considerato come uno dei più antichi dialetti cinesi, preserva molte eleganti e raffinate espressioni del cinese antico che si sono perse in altri moderni dialetti del cinese. È parlato da circa 10 milioni di persone nell'area di Chaozhou e approssimativamente da 2-5 milioni all'estero.

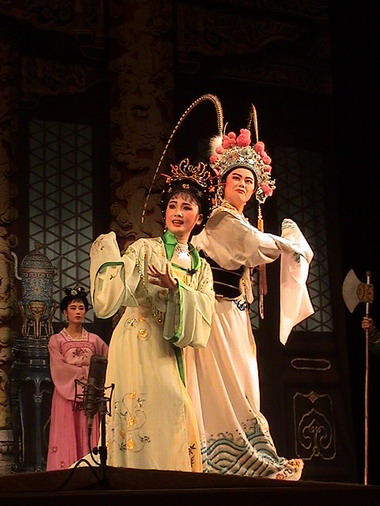
Opera di Chaozhou

### L'opera
L'opera di Chaozhou (潮劇) è una forma d'arte tradizionale che ha una storia di più di 500 anni ed è molto amata dai locali. Basata sulle danze e sulle ballate popolari locali, ha formato il suo stile sotto l'influenza dell'opera di Nanxi, una delle più antiche opere cinesi, che ebbe origine sotto la dinastia Song. I suoi toni sono aggraziati e piacevoli, pieni di colore locale e l'antica forma di accompagnamento corale rimane ancora oggi la sua caratteristica speciale. I pagliacci e le donne sono i personaggi più distintivi in un'opera di Chaozhou, e l'abilità nel maneggio del ventaglio e nelle acrobazie sono più importanti che in altri tipi di esibizione.

### Il tèkung fu
Il tè gongfu o kung fu (工夫茶) viene considerato l'"espresso" dei tè cinesi per il vigore che trasmette. Fu preparato per la prima volta ai tempi della dinastia Song, è tuttora consumato e rimane una parte importante dell'etichetta sociale della regione. Normalmente gli abitanti del Chaozhou offrono ai loro ospiti il tè gong fu. Anche se ha un gusto amaro al primo sorso, il retrogusto lo rende uno dei migliori tè della Cina. Bere il tè gong fu è per i locali un'esperienza estetica e culturale piuttosto che un semplice modo per dissetarsi.

### Musica
Quando si beve il tè kung fu nelle case da tè locali, viene di solito diffusa la musica di Chaozhou. (潮州音樂), eseguita con i tipici strumenti a corda (pizzicati o suonati con l'arco), gong, tamburi e gli antichi flauti multipli. Gli strumenti più caratteristici sono l'erxian (二弦), il tihu (提胡) e lo yehu (tutti liuti ad arco con due corde), il sanxian, la pipa, il ruan, il guzheng e lo yangqin. Il numero di strumenti e di musicisti in un gruppo è flessibile; per avere una tessitura regolare e bilanciata si preferisce l'utilizzo di un solo strumento per ogni tipo. La musica dei tamburi comprende il tamburo grande e il gong, il tamburo piccolo e il gong, l'abbinamento di gruppi con dizi e tamburo dong e di tamburo su e gong. L'attuale musica di tamburo deriva probabilmente da quella delle percussioni e dei fiati delle dinastie Han e Tang. Il guzheng di Chaozhou (潮州古筝) è considerato una tipica variante meridionale del guzheng cinese.

## Clima
L'area gode di un clima temperato, che costituisce motivo di attrazione per i molti turisti che visitano la regione, provenienti soprattutto dal resto del paese. I ritmi di vita sono in genere meno caotici e più rilassati che altrove: il consumo di tabacco (normalmente molto elevato in Cina) è più basso e quasi nessuno rinuncia alle tradizionali pause per il riposo pomeridiano e per il tè Kung-Fu. Molti visitatori di Hong Kong visitano il Chaoshan, attirati anche dalla locale tradizione culinaria, nota in tutta la Cina. Si prediligono cibi leggeri, senza l'aggiunta di salse come la soia o l'aceto, così da conservare i sapori originali. Alimento base è il pesce di mare, sempre fresco, mentre altre pietanze favorite sono le polpette di manzo, quelle di carne, i noodles di riso e altri pietanze leggere.

## Economia
Negli anni recenti, a causa della corruzione e del contrabbando di auto negli anni ottanta e novanta, il governo centrale cinese ha diminuito gli investimenti per lo sviluppo della regione, anche se è ancora designata come zona economica speciale (ZES). Ciò ha avuto pesanti ripercussioni sul tenore di vita degli abitanti, gli affari non sono fiorenti come quelli di altre zone del Guangdong e le iscrizioni all'Università di Shantou sono in calo. Malgrado ciò, continuano a sorgere nuove costruzioni e vi è un moderato ottimismo sul futuro della zona. Lo sviluppo economico del Chaoshan è aiutato dai cinesi d'oltremare originari di quest'area, che contribuiscono notevolmente all'economia locale con le loro rimesse. Il più ricco cinese del mondo, Li Ka Shing, viene da questa regione, e ha investito grandi somme a favore del sistema educativo e sanitario locale.

## Mappe

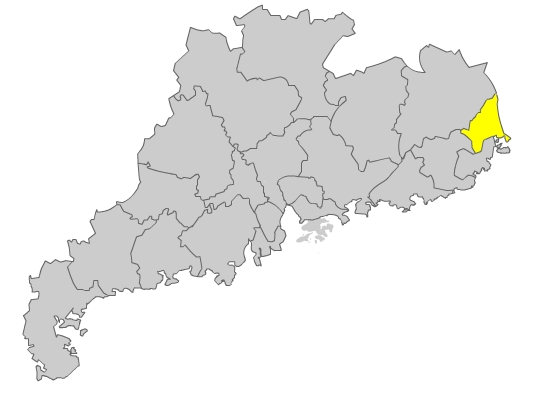
Prefettura di Chaozhou (in giallo), parte della regione linguistica teochiu di Chaoshan
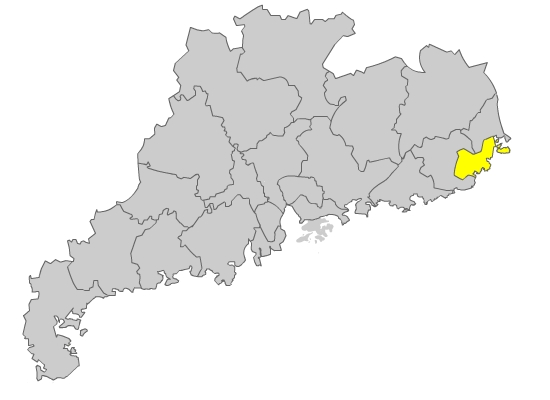
Prefettura di Shantou (in giallo), parte della regione linguistica teochiu di Chaoshan
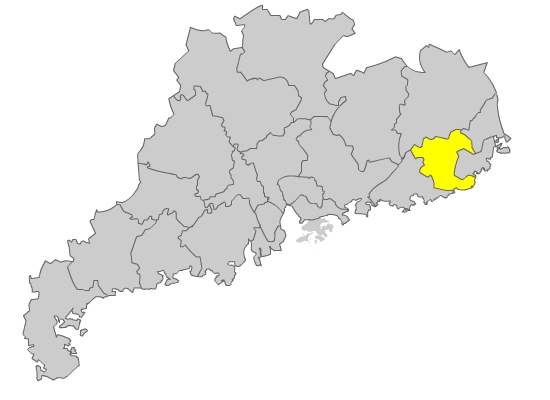
Prefettura di Jieyang (in giallo), parte della regione linguistica teochiu di Chaoshan

## Media
- La cucina del Cheoshan - Terza stazione della serie-documentario Netflix L'origine dei sapori del 2020[2]